# Чалдоран (шахрестан)
Чалдора́н (перс. شهرستان چالدران‎) — одна из 14 областей (шахрестанов) иранской провинции Западный Азербайджан. Административный центр — город Сиахчешме.
В состав шахрестана входят районы (бахши):
- Меркези (центральный) (بخش مرکزی)
- Дештеки (بخش دشتک)

Население области на 2006 год составляло 44 572 человека.

## Населённые пункты
| Русское название | Оригинальное название (фарси) | Население, чел. (2006) |
| ---------------- | ----------------------------- | ---------------------- |
| Сиахчешме        | سیه‌چشمه                       | 14 189                 |
| Мокхур           | مخور                          | 997                    |
| Сайдаль          | سدل                           | 949                    |